# Ꙗ
Ꙗ, ꙗ é uma letra do alfabeto cirílico atualmente apenas usado no eslavo eclesiástico. Era a trigésima terceira letra do alfabeto cirílico arcaico e foi feita para representar o fonema /jæː/, com isto sendo bem aparente devido ao fato desta letra ser uma ligadura tipográfica das letras І e А.
Seu atual desuso em língua populares pode ser traçado aos mais antigos textos cirílicos, em que muitos autores simplesmente utilizavam a letra Ѣ para o som /jæː/ em vez do Ꙗ.
O sérvio usou esta letra até as reformas ortográficas de Vuk Karadžić enquanto o búlgaro a utilizou até a segunda metade do século XIX, no entanto, há línguas eslavas como o russo que nunca sequer a tiveram, pois ela nunca foi incluída nas escrituras do czar Pedro I da Rússia.
Entre os eslavos orientais, a desnasalização de /ę/, provavelmente para /æ/, e a subsequente coalescência desse som com o fonema /a/ significou que a letra Ѧ adquiriu a mesma função que Ꙗ, e as duas passaram a ser consideradas variantes da mesma letra. Este ainda é o caso no eslavo eclesiástico moderno, em que, em termos gerais, Ꙗ é usado inicialmente e Ѧ em outros lugares, embora excepcionalmente possam ser usados para fazer outras distinções, como aquela entre ѧ҆зы́къ (língua) e ꙗ҆зы́къ (povo).